# Jacques Morisson
Jacques Henri Morisson (* 28. März 1907 in Paris; † 8. Februar 1964 ebenda) war ein französischer Eishockeyspieler.

## Karriere
Morisson nahm für die französische Eishockeynationalmannschaft an den Olympischen Winterspielen 1936 in Garmisch-Partenkirchen teil.